# Stazione centrale di Bang Sue
La stazione centrale di Bang Sue (in thailandese สถานีกลางบางซื่อ, Sathani Klang Bang Sue, pronuncia IPA: sā.tʰǎː.nīː klāːŋ bāːŋ sɯ̂ː; in inglese: Bang Sue Grand Station), comunemente nota come Krung Thep Aphiwat Central Terminal (in thailandese สถานีกลางกรุงเทพอภิวัฒน์, Sathani Klang Krung Thep Aphiwat, [sā.tʰǎː.nīː klāːŋ krūŋ tʰêːp ʔà(ʔ).pʰí(ʔ).wát]), si trova nel distretto Chatuchak di Bangkok, in Thailandia, ed è la più importante stazione ferroviaria di Bangkok e della Thailandia. Il 19 gennaio 2023 ha sostituito la vecchia stazione di Hua Lamphong come terminal di tutte le linee ferroviarie a lungo raggio partenti da Bangkok.
Con la maggior parte dei lavori di costruzione e di collegamento ultimati, la stazione divenne operativa il 2 agosto 2021 con un periodo di prova di quattro mesi delle nuove Linee Rosse della Ferrovia di Stato della Thailandia, e l'attivazione di questo servizio ebbe luogo il 29 novembre successivo. La stazione è stata utilizzata anche come centro di vaccinazione per la pandemia di COVID-19. Nel piano interrato è presente la stazione Bang Sue della Linea Blu della Metropolitana di Bangkok.
È la più grande stazione ferroviaria del Sud-est asiatico, con 26 banchine lunghe circa 600 metri. Al suo interno vi sono 274 192 m² di superficie calpestabile. È costata 93,95 miliardi di baht ed è stata costruita su un lotto di terreno di 372 ettari di proprietà della Ferrovia di Stato, sul quale sono stati costruiti anche capannoni per la manutenzione dei treni diesel ed elettrici. Una passerella sopraelevata collega la stazione al nuovo terminal cittadino di Mo Chit delle autocorriere a lunga percorrenza.

## Storia
La realizzazione della stazione come centro del sistema dei trasporti ferroviari fu decisa nel 2010 dal governo del primo ministro Abhisit Vejjajiva. I lavori ebbero inizio nel 2013, dopo che fu firmato il contratto dalla Ferrovia di Stato e dalle imprese Sino-Thai Engineering Construction PCL e Unique Construction and Engineering PCL per il progetto riguardante il nuovo servizio ferroviario suburbano delle Linee Rosse e per i lavori per l'approntamento della stazione centrale di Bang Sue e di un nuovo centro di manutenzione. Nel dicembre del 2020 furono ultimati i lavori di costruzione della stazione.
Nell'aprile 2021 ebbe inizio in tutta la Thailandia ma soprattutto a Bangkok una grande ondata di contagi della pandemia di COVID-19 e, in attesa dell'attivazione del servizio prevista per fine anno, il 24 maggio 2021 la nuova stazione fu aperta come centro di vaccinazione. Le operazioni iniziarono il 2 agosto 2021 per un periodo di prova di tre mesi delle nuove Linee Rosse della Ferrovia di Stato della Thailandia, la cui attivazione del servizio avvenne il 29 novembre successivo. Il 19 gennaio 2023 la stazione ha sostituito quella di Hua Lamphong come snodo principale delle ferrovie dello Stato.

## Descrizione
La moderna facciata a vetri con l'orologio e il tetto curvo che sovrasta l'ingresso richiama la forma della facciata in stile neorinascimentale della vecchia stazione di Hua Lamphong, inaugurata nel 1916. La stazione centrale di Bang Sue ha quattro piani, tra cui un piano interrato e il piano terra:
1. Al piano interrato vi sono la stazione di Bang Sue della Linea Blu della Metropolitana di Bangkok e un parcheggio per 1 624 auto.
2. Al piano terra si trovano il salone d'ingresso, le biglietterie e le aree di attesa. Sarà l'unica zona con aria condizionata.
3. Al primo piano vi sono 12 banchine ferroviarie, 8 per i treni diesel a lunga percorrenza, che saranno elettrificati, e 4 per i convogli del servizio ferroviario suburbano delle Linee Rosse, una parte delle quali è stata completata ed entrerà in servizio assieme alla stazione centrale.[13]
4. Il secondo piano è riservato alle 10 banchine ferroviarie dei treni ad alta velocità, 4 sono destinate ai convogli dell'Airport Rail Link e della Linea Don Mueang–Suvarnabhumi–U-Tapao, che collegherà gli aeroporti di Bangkok di Don Mueang e Suvarnabhumi e quello di U-Tapao in provincia di Rayong. Sei binari sono riservati alle future linee ad alta velocità che collegheranno la capitale a Nong Khai, Hua Hin e Chiang Mai.

È il capolinea per la linea Settentrionale, Nordorientale, Orientale e Meridionale della Ferrovia di Stato, mentre è una stazione intermedia dell'Airport Link, che ha i capolinea ai due aeroporti cittadini.
È stata inoltre pianificata la costruzione di un sito commemorativo dedicato al re Rama V, noto come il "padre delle ferrovie nazionali", che verrà inaugurato dopo l'entrata in servizio della stazione.

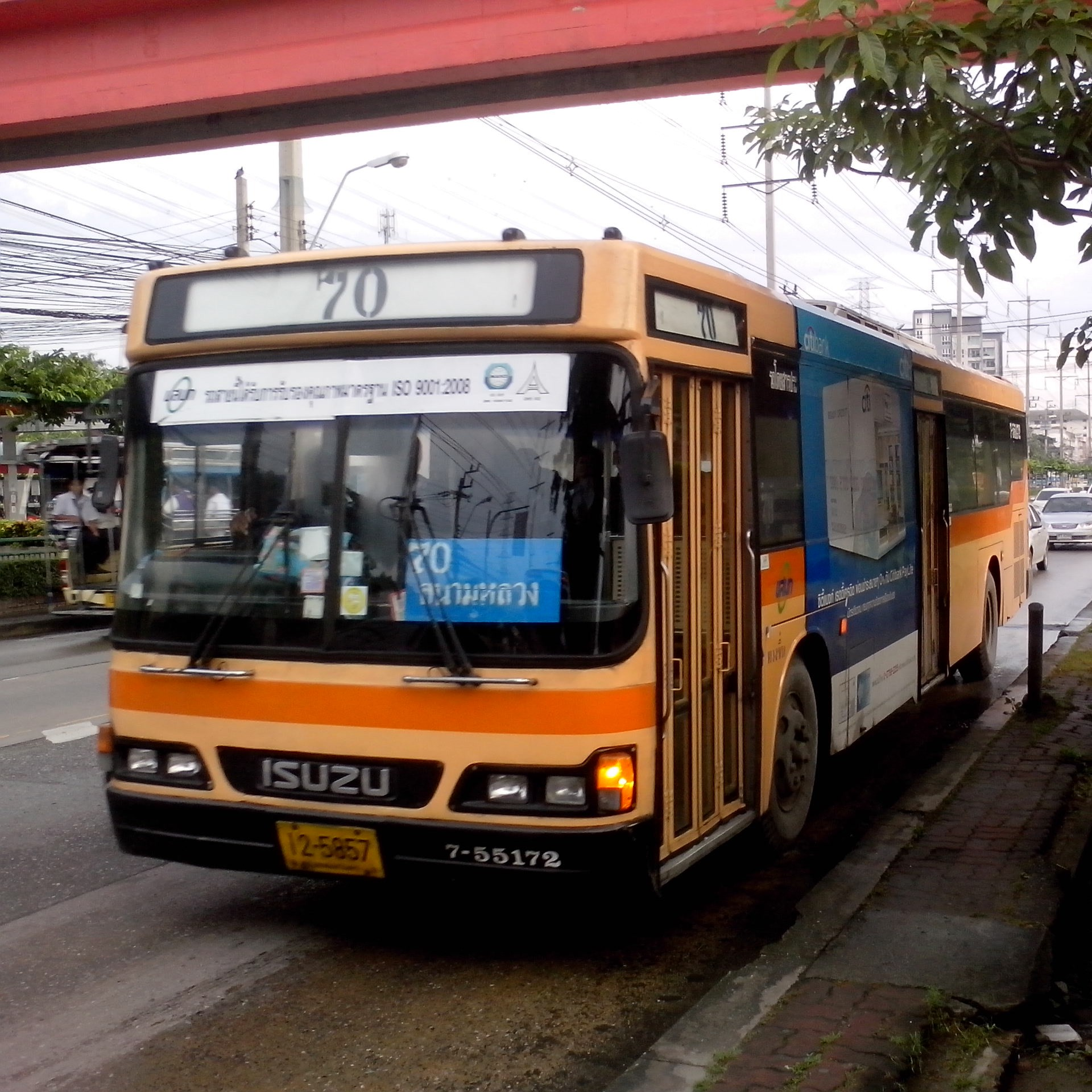
Autobus nº 70

## Linee urbane di autobus
I seguenti autobus dell'azienda municipale dei trasporti servono la stazione:
- Nº 50 (che ha i capolinea nel viale Rama VII e al Parco Lumphini)
- Nº 52 (Pak Kret – Bang Sue)
- Nº 65 (Wat Pak Naom di Nonthaburi – Sanam Luang)
- Nº 67 (Central Plaza di viale Rama III - Wat Samian Nari)
- Nº 70 (Prachaniwet 3 – Sanam Luang)
- Nº 97 (Ministero della Sanità - Ospedale del Monaco buddhista)

## Galleria d'immagini

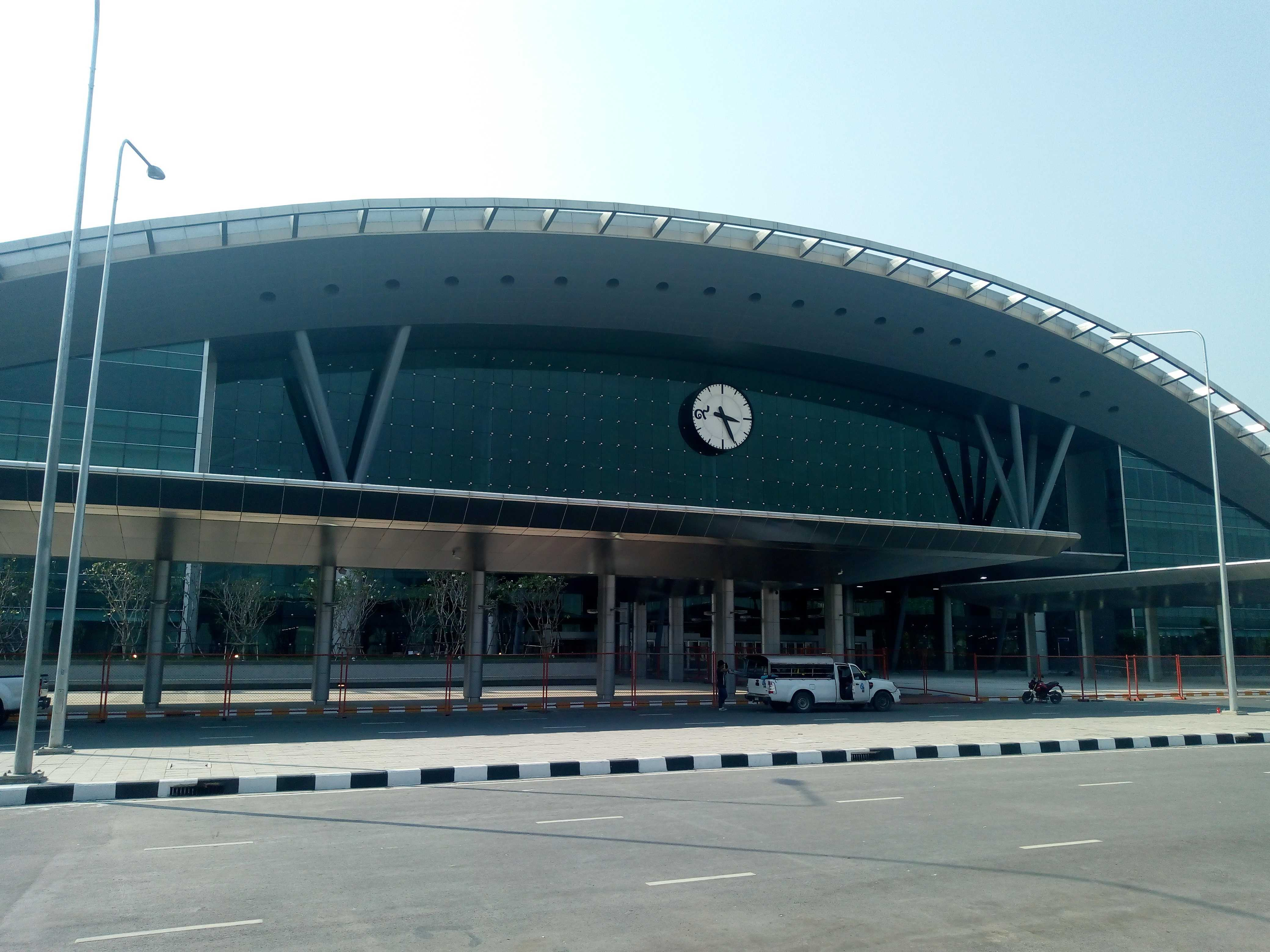
Facciata principale
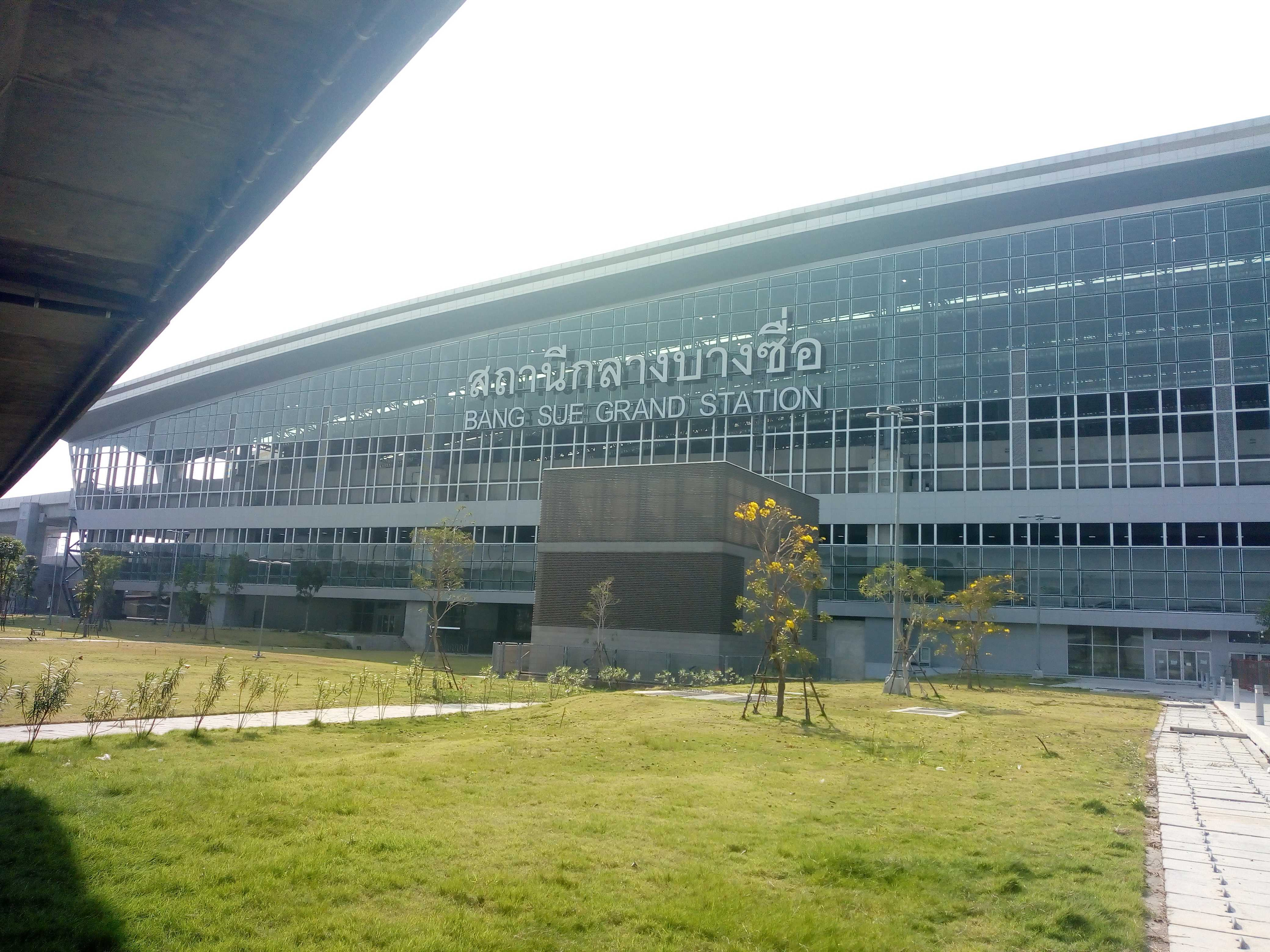
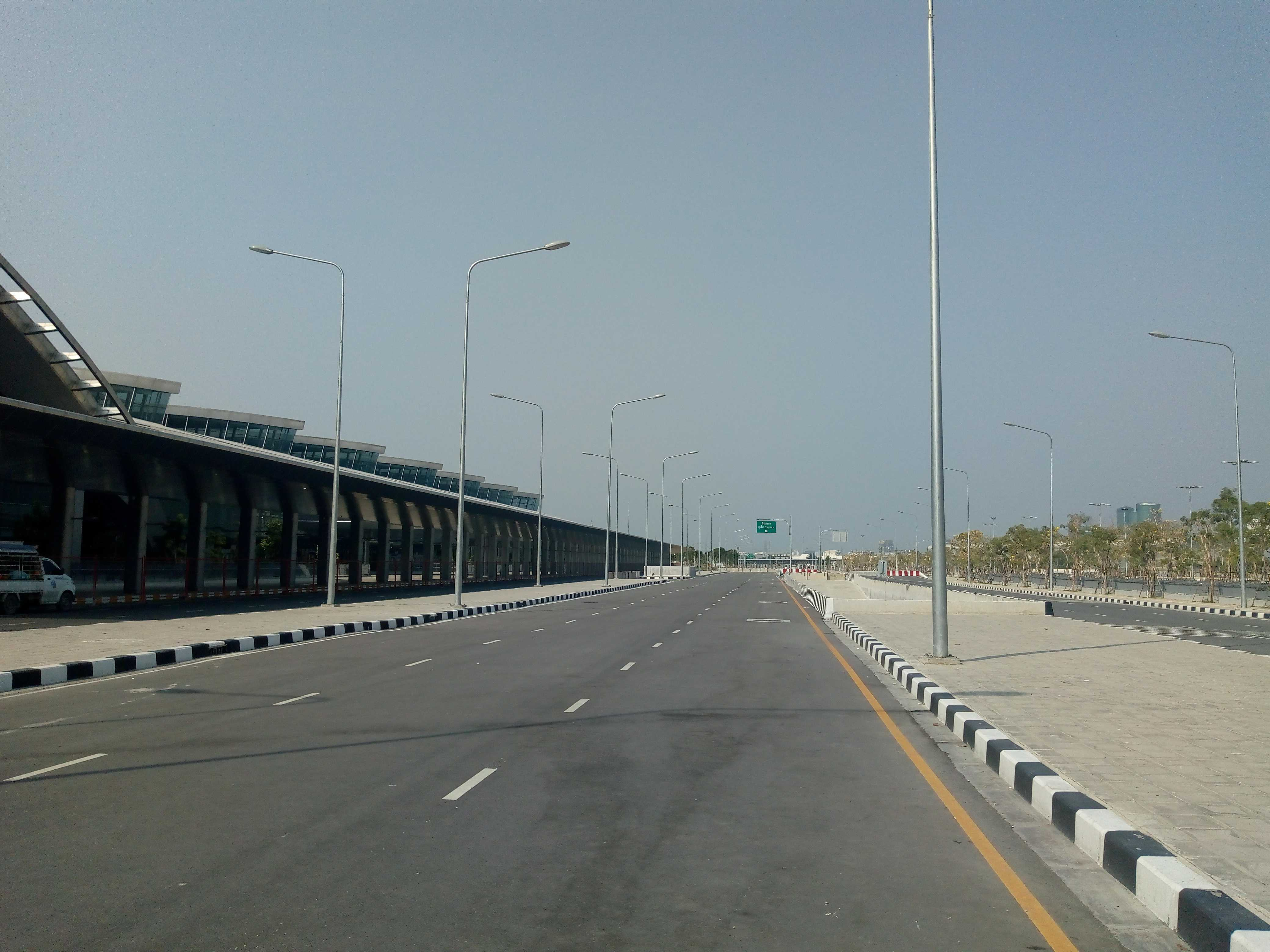
Strada nuova vicino all'ingresso
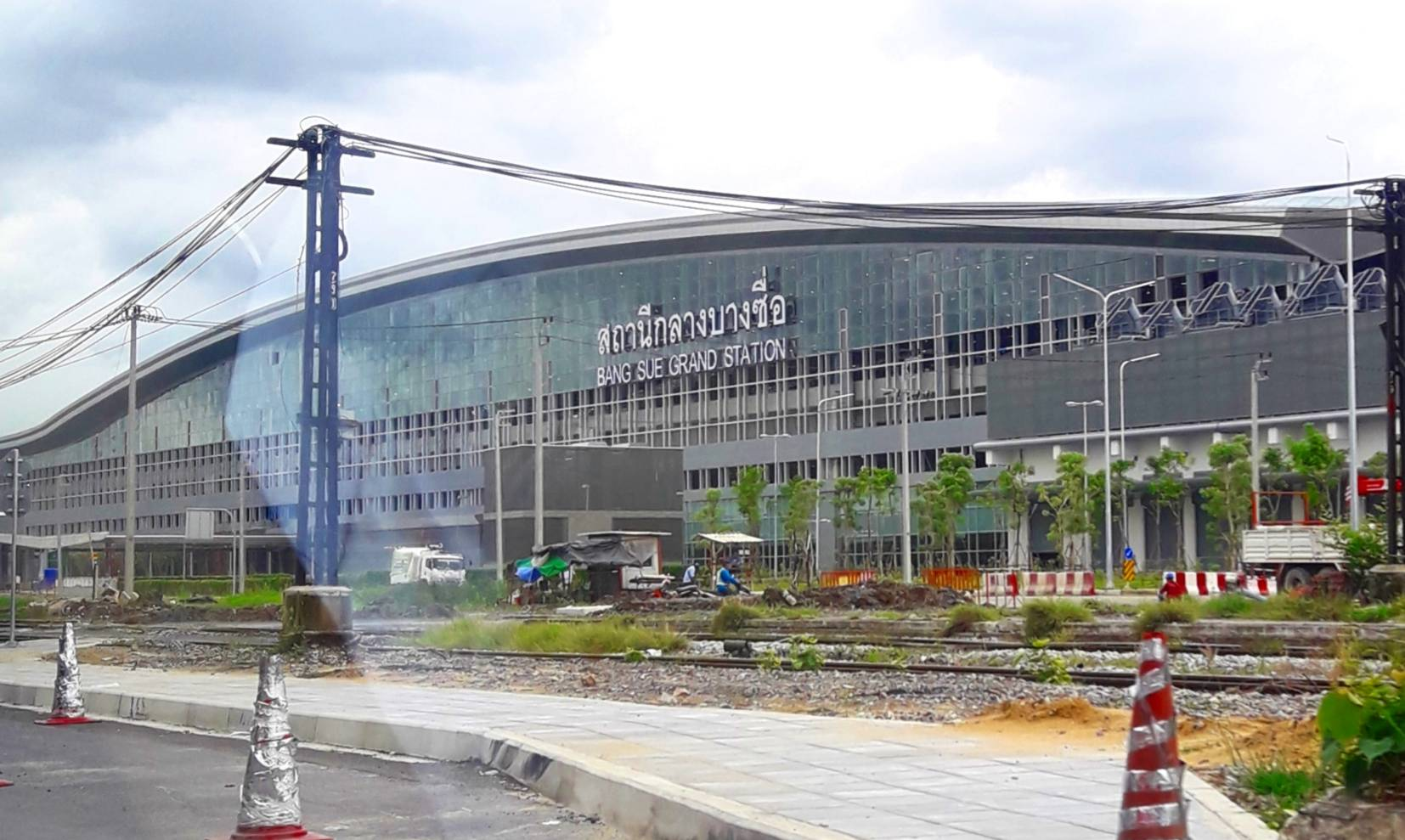
Stazione centrale vista dalla vecchia stazione di Bang Sue nel giugno 2020
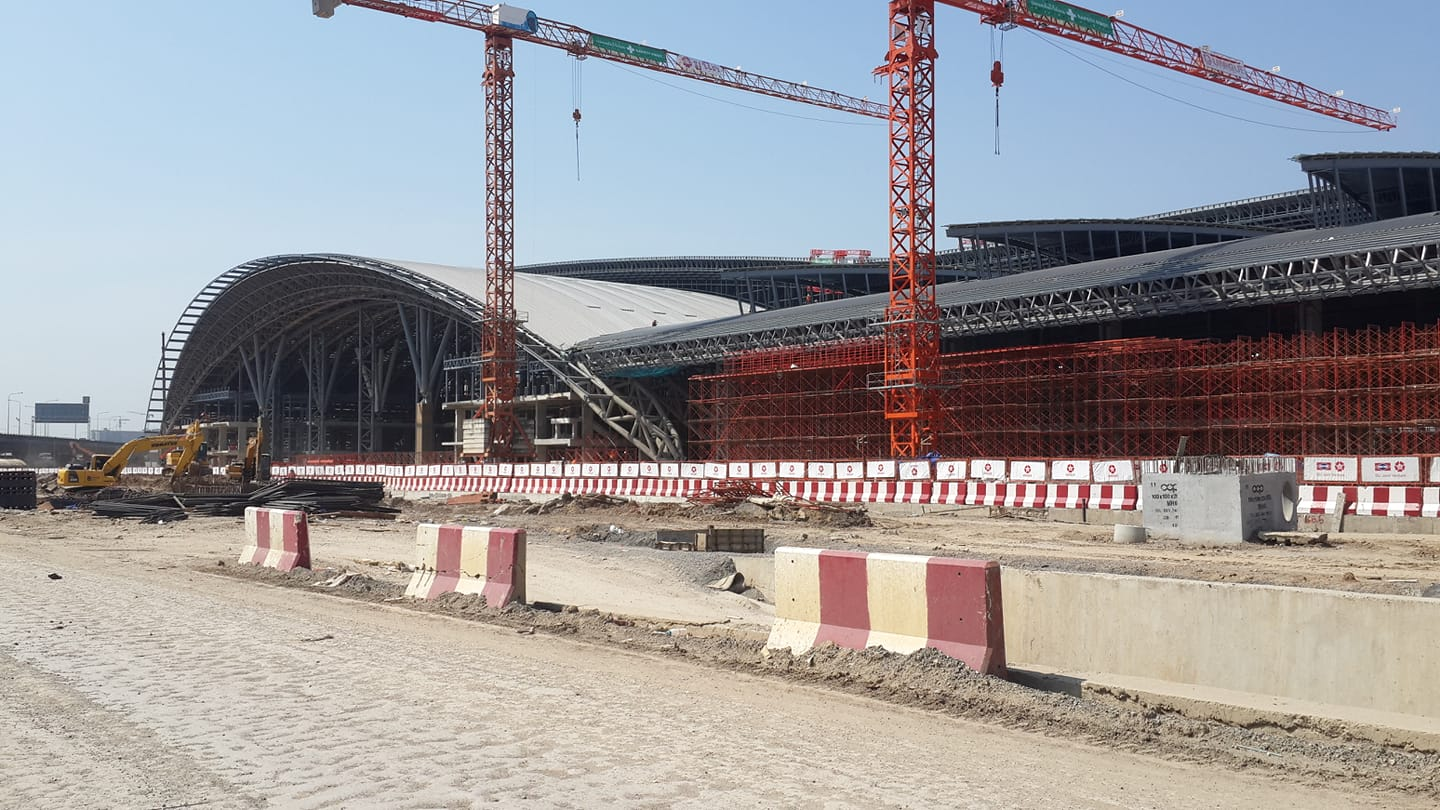
In fase di costruzione nel dicembre 2019